# Claudia Kornmeier
Claudia Kornmeier (* in den 1980er Jahren) ist eine deutsche Journalistin und Juristin.

## Leben
Claudia Kornmeier wuchs in Frankfurt am Main auf. Ihr erstes juristisches Staatsexamen mit dem Schwerpunkt Umweltrecht schrieb sie an der Albert-Ludwigs-Universität Freiburg, anschließend arbeitete sie an einer Dissertation zum Thema Sicherheitsrecht. 2013 absolvierte sie ein Referendariat am Berliner Kammergericht und war nebenbei als Lokal- und Fachjournalistin tätig.
Seit dem 1. Juli 2023 ist Kornmeier Redakteurin für den SWR im ARD-Hauptstadtstudio. Ihre Schwerpunkte liegen dabei auf den Themen CDU/CSU, FDP, Äußeres, Bildung und Forschung sowie Gesundheit. Außerdem ist sie Leiterin der Abteilung Inneres sowie stellvertretende Leiterin der Abteilung Justiz. Sie arbeitet auch als Terrorismusexpertin.
Zusammen mit ihrem SWR-Kollegen Michael Nordhardt betreibt Kornmeier den Podcast about books, in dem sie literarische Neuerscheinungen bespricht.